# Kilishi

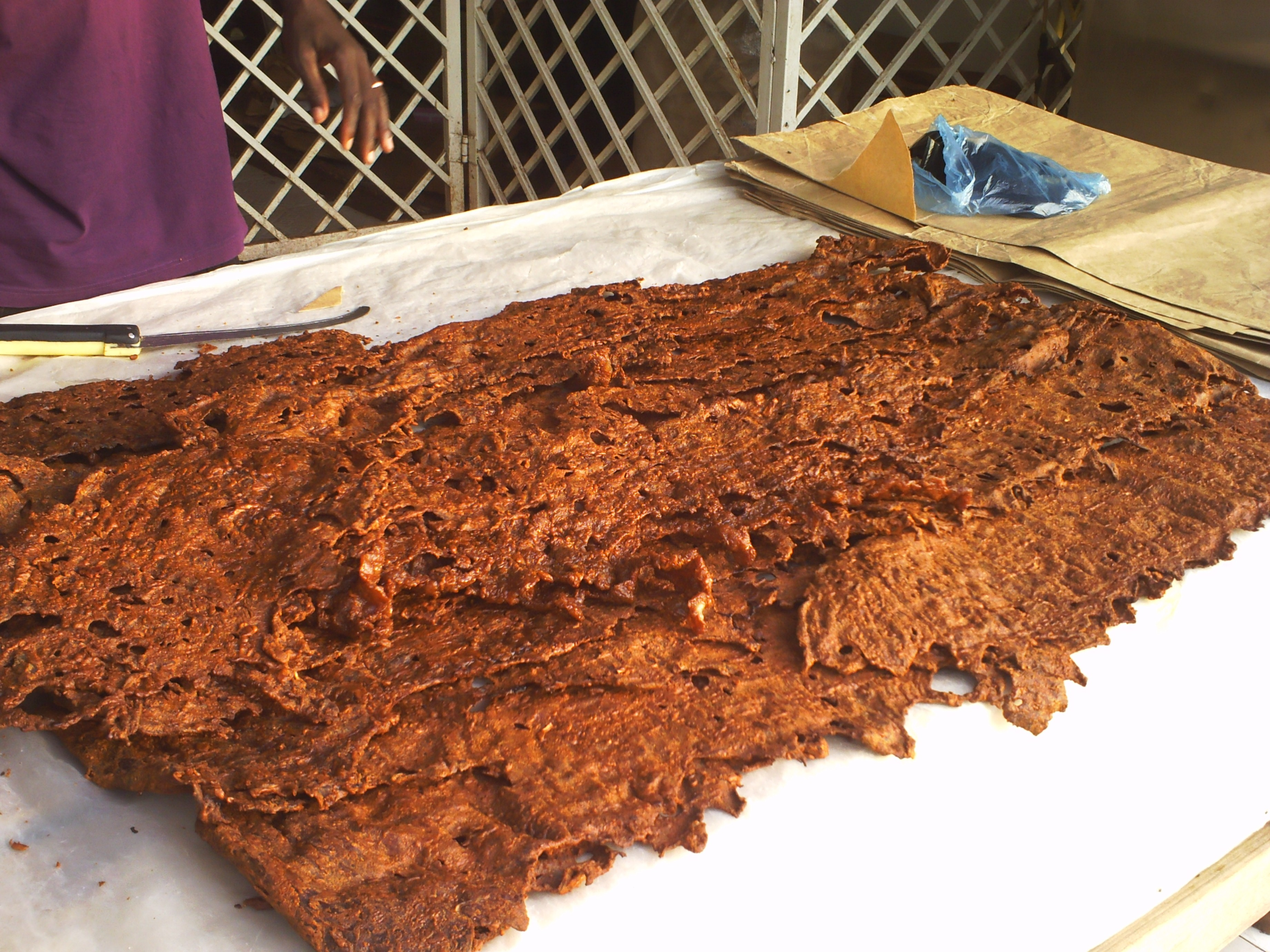
Kilishi

Kilishi ist ein afrikanisches Lebensmittel bestehend aus getrocknetem Fleisch mit Gewürzen. Es ist unter diesem Namen in Westafrika, vor allem in Niger, Nigeria und den nördlichen Landesteilen von Kamerun verbreitet.
Kilishi wird meist aus Rindfleisch, seltener aus Lamm- oder Ziegenfleisch, hergestellt. Das möglichst fettarme Muskelfleisch wird in dünne Scheiben geschnitten und danach kurz luftgetrocknet. Nach der ersten Trocknung werden die Fleischstücke mit einer Gewürzpaste bestrichen und danach erneut getrocknet. Wenn die Trocknung abgeschlossen ist, werden die Fleischstücke meist kurz über offenem Feuer geröstet. Nach dem Rösten liegt der endgültige Feuchtigkeitsgehalt zwischen 10 und 12 Prozent, er sinkt während der Lagerung bei Raumtemperatur auf bis zu 7 Prozent. Luftdicht verpackt, bleibt das Produkt bei Raumtemperatur über ein Jahr haltbar.